# Montejicar (ort i Spanien)
Montejicar är en ort i Spanien.   Den ligger i provinsen Provincia de Granada och regionen Andalusien, i den södra delen av landet, 300 km söder om huvudstaden Madrid. Montejicar ligger 1 146 meter över havet och antalet invånare är 2 647.
Terrängen runt Montejicar är huvudsakligen kuperad, men åt sydost är den platt. Runt Montejicar är det ganska glesbefolkat, med 22 invånare per kvadratkilometer. Närmaste större samhälle är Huelma, 9,3 km norr om Montejicar. Trakten runt Montejicar består till största delen av jordbruksmark.